# Kom, alle kristne
"Kom, alle kristne" er en julesalme. Den latinske originaltekst "Adeste Fideles" er af John Francis Wade (1711 - 1786). Musik af John Reading (1645 – 1692).
Den danske oversætter er tekstforfatter og satiriker Jørgen Christensen (1940-1995), der bl.a. stod bag en lang række satiriske tekster til Cirkusrevyen, radioprogrammet Balladebladet samt lørdagsundeholdningen Kanal 22, Lørdagskanalen og Eleva2ren.[kilde mangler] Den danske tekst fra 1981 er baseret på Frederick Oakeleys engelske O Come, All Ye Faithful fra 1841.[kilde mangler]
Den blev optaget i Den Danske Salmebog i 2002 som nr. 112.
Elvis Presley indspillede sin version af "O Come, All Ye Faithful" i RCAs Studio B i Nashville den 16. maj 1971. Den blev udsendt på hans julealbum Elvis Sings The Wonderful World Of Christmas (RCA LSP-4579), der udkom i oktober 1971.